# Рымарев, Иван Титович
Иван Титович Рымарев — советский военачальник, член военного совета — начальник политуправления Забайкальского военного округа (1988—1991), генерал-лейтенант. Народный депутат России (1990—1993).
Родился 18.07.1936 в Кировском районе Могилёвской области.
В 1955 г. призван в армию, в следующем году направлен на учёбу в танковое училище. После его окончания (1959) проходил службу в частях и подразделениях Дальневосточного военного округа. В 1960—1970-х годах на различных должностях комсомольской и политической работы Дальневосточного и Среднеазиатского военных округов, в подразделениях советских войск на территории Венгрии.
В 1974 г. окончил Военно-политическую академию им. Ленина. Служил на различных руководящих должностях, в том числе два года занимал должность начальника политотдела танковой армии группы советских войск в Германии.
С декабря 1988 по апрель 1991 г. член военного совета — начальник политуправления Забайкальского военного округа. Генерал—майор (29.04.1985). Генерал—лейтенант (03.05.1989).
В 1990 году избран депутатом Верховного Совета РСФСР, был председателем подкомитета Комитета по делам инвалидов, ветеранов войны и труда, социальной защите военнослужащих и членов их семей (во всех документах значится как Рыморов).
В последующие годы работал в Аппарате Государственной Думы Федерального Собрания Российской Федерации и на других руководящих должностях.
4 апреля 1998 в Москве на VIII (внеочередном) съезде Российского общенародного союза (РОС) избран одним из 9 секретарей ЦК.
До 2012 года — руководитель Аппарата Центрального Совета Всероссийской общественной организации ветеранов «Боевое братство».
Награждён двумя орденами «За службу Родине в Вооруженных Силах СССР» (2-й и 3-й степеней).
Умер 13 октября 2021 г.  Похоронен на Федеральном военном мемориале  Министерства обороны Российской Федерации.